# Gilles de Saint-Germain
François Victor Arthur Gilles de Saint-Germain, dit Saint-Germain, né à Paris le 12 janvier 1833 et décédé le 16 juillet 1899 en son domicile de la rue des Couronnes à Courbevoie, est un artiste dramatique français. 

## Biographie
Entré à 17 ans au Conservatoire national supérieur d'art dramatique, il débute en 1853 au Théâtre de l'Odéon et l'année suivante à la Comédie-Française. 
À partir de 1859, il se consacre au Vaudeville et y gagne une certaine notoriété. 

## Représentations
- 1862 : Les Petits Oiseaux d'Eugène Labiche et Alain Delacour, Théâtre du Vaudeville